# 青木大和人
青木 大和人（あおき やまと、1975年6月15日-）は、日本のテレビプロデューサー・ディレクター。富山県富山市出身。ディーエスケイワークス株式会社の代表取締役CEO。有限会社ファイネストの代表取締役。

## 人物
富山県富山市生まれ。幼少期より主役、代表、会長と何かと人前に出る事が多く、優等生な子供時代を過ごすが、その反動からか、中学で芸能・音楽にどっぷりとハマる。担任教諭だけではなく教頭や校長からも猛反対をうけるが進学校には行かず、専門知識を学ぶべく工業高校生となり、卒業後に上京。専門学校で録音技術を学びレコーディングエンジニアとなる。ミリオン連発のCD売上全盛期を迎えていたが、パソコン（特にDTM）の進化を見越し、地元の富山で行われた2000年国体に関連する仕事を最後に転職。厨房機器販売会社の関連会社の専務取締役に就任し、取引業者のホームページ制作等「パソコン」を主体とした仕事を始める。
持ち前の「アイデア脳」を生かし、フィットネスクラブのイベント企画の統括責任者として全国74店舗を管理。また奈良県においてフードチェーンのメニュー開発など多種多様な仕事をこなす中、大阪府の毎日放送（MBS）にてテレビ番組の制作に関わる。その後福岡県のRKB毎日放送の番組制作に携わることとなり、活動拠点を福岡市に移転。RKB毎日放送やTVQ九州放送の番組制作やイベント制作を行う。バラエティ番組、女性をターゲットにしたイベント等を得意とする。2023年、15年間生活していた福岡市を離れ、約30年ぶりに富山市に帰郷。不動産管理をする会社はそのままに、東京と福岡で行ってきたテレビ番組制作の業務を、新しく代表取締役に就任した会社に移設した形で番組制作活動を継続。さらに、ミクチャを中心としたライブ配信アプリのオーガナイザーとして、ライバー事務所機能も新会社に移設させた。番組制作会社、芸能プロダクション、ライバー事務所として、また３５年続く音楽教室、音楽スタジオ、楽器販売、楽器修理なども含め、芸能や音楽のジャンルでの様々な仕事を行っている。

## 担当番組

### 現在
レギュラー
- IQゼロガール（演出・プロデューサー）
- #きとキュン♡トラベラーwithT

### 過去
レギュラー
- LinQあい（プロデューサー）
- LinQあいQ （プロデューサー）
- 土曜でも歌謡（プロデューサー）
- DRESS（AP）

特番
- アンチエイジングフェアin九州2020
- ウーマンEXPO2018
- 日本富山好吃 by kitoqun
- 夢を実現できる街〜北九州スタートアップ〜
- 女性が変わる！美のルール
- TGC北九州2017
- 潜入！WOMAN EXPO福岡2017
- FACo

## イベント
- アンチエイジングフェアin九州2020（統括ディレクター）
- エミューシンポジウムinきやま
- WOMAN EXPO福岡